# (500254) 2012 KW15
(500254) 2012 KW15 es un asteroide perteneciente al cinturón de asteroides, descubierto el 10 de enero de 2011 por el equipo del Mount Lemmon Survey desde el Observatorio del Monte Lemmon, Arizona, Estados Unidos.

## Designación y nombre
Designado provisionalmente como 2012 KW15.

## Características orbitales
2012 KW15 está situado a una distancia media del Sol de 2,720 ua, pudiendo alejarse hasta 3,009 ua y acercarse hasta 2,431 ua. Su excentricidad es 0,106 y la inclinación orbital 12,10 grados. Emplea 1639,04 días en completar una órbita alrededor del Sol.

## Características físicas
La magnitud absoluta de 2012 KW15 es 17,4.